# John Tucker Must Die
John Tucker Must Die är en amerikansk film från 2006 i regi av Betty Thomas.

## Detaljerad handling
Kates mamma dejtar den ena konstiga killen efter den andra och varje gång hon blir dumpad flyr de till en ny stad. Kate har börjat i en ny skola, bara en i raden av många trodde hon, och hon lär känna skolans populäraste kille - John Tucker. Kapten för basketlaget, tjejmagnet och med ett utseende mellan en grekisk gud och en modell. Problemet är att killen dejtar flera samtidigt, de tre helt olika tjejerna Heather, Beth och Carrie. Kate upptäcker detta och försöker förklara för tjejerna, som vägrar lyssna. När de väl förstår att Kate har rätt, så står hämnd på agendan.
Som hjälp för att få planen i rullning börjar de samarbeta med den "osynliga" Kate. De sminkar och klär upp henne för att göra henne till en "drömtjej", och Tucker nappar på kroken. Tillsammans hittar tjejerna på alla möjliga påhitt för att få Johns popularitet att sjunka, men de skulle aldrig ha underskattat sin motståndare.
En dag gör John helt plötsligt slut med både Heather, Beth och Carrie. Då bestämmer de sig för att, med hjälp av Kate, krossa Johns hjärta som han krossade deras. Problemet är Kate och John verkar få riktiga känslor för varandra.

## Medverkande
- Jesse Metcalfe - John Tucker
- Brittany Snow - Kate Spencer
- Ashanti - Heather
- Sophia Bush - Beth
- Arielle Kebbel - Carrie
- Jenny McCarthy - Lori
- Penn Badgley - Scott Tucker (Johns bror)
- Fatso-Fasando - Tommy
- Kevin McNulty - Basketboll coach
- Patricia Drake - Coach Williams